# Salafin
Salafin est une société marocaine de crédit à la consommation, offrant une large gamme de financements aux particuliers: Crédit personnel, financements automobiles et Crédit Revolving.
Elle est introduite en bourse en décembre 2007. 
Salafin est en majorité détenue (62%) par le groupe Bank of Africa